# Bračič
Bračič je priimek v Sloveniji, ki ga je po podatkih Statističnega urada Republike Slovenije na dan 1. januarja 2010 uporabljalo 733 oseb in je med vsemi priimki po pogostosti uporabe uvrščen na 292. mesto.

## Znani nosilci priimka
- Ajda Bračič (*1990), arhitektka, publicistka in pisateljica
- Ana Bračič, dr. politologije (s Harvarda), doc. v ZDA
- Bojan Bračič (*1950), filatelist, raziskovalec (Maribor)
- Boštjan Bračič (*1978), pevec, fotograf, radijski moderator
- Branka Bračič Železnik (*~1960?), geologinja, hidrotehničarka
- Igor Bračič - "Sadež", glasbenik in komik (Slon in Sadež)
- Janko Bračič (*1963), matematik, profesor NTF UL
- Julija Bračič (1913—1994), pisateljica
- Maks Bračič (1921—1945), partizan
- Mirko Bračič (1915—1943), partizanski poveljnik, narodni heroj
- Mit(ja) Bračič (*1977), fizioterapevt?/kineziolog, strokovnjak za rehabilitacijo vrhunskih športnikov
- Neža Bračič (*1984), TV voditeljica in marketingerka
- Stojan Bračič (*1950), jezikoslovec germanist, univ. profesor
- Tamara Bračič Vidmar, direktorica festivala Mladi levi
- Vladimir Bračič (1919—1996), geograf, pedagog, univ. profesor, rektor in politik